# Měrnice
Měrnice (Ballota) je rod rostlin z čeledi hluchavkovitých, rozšířený v mírných a subtropických oblastech Evropy, od Makaronésie po jihozápadní Asii a Kavkaz. Zahrnuje po taxonomických revizích 19 druhů, typovým druhem je měrnice černá (Ballota nigra).

## Taxonomie
Rod patří do podčeledi Lamioideae a tribu Marrubieae, jeho nejblíže příbuznými rody jsou molučenka (Molucella) a jablečník (Marrubium), kam byli někteří jeho zástupci v minulosti též řazeni. V původním pojetí s více než 30 druhy se rod ve fylogenetickém zkoumání ukázal jako nemonofyletický, a více než třetina jeho druhů byla přesunuta jinam: nejvíce do rodu Pseudodictamnus, jako např. jediný jihoafrický zástupce Ballota africana (Pseudodictamnus africanus) nebo středomořská měrnice vlnatá (Ballota acetobulbosa, resp. Pseudodictamnus acetobulbosus), dva specifické druhy pak do rodu Acanthoprasium (alpský keřík Ballota frutescens a kyperský endemit Ballota integrifolia). Různé zdroje však dosud uvádí rod měrnice v původním rozsahu, a to včetně databáze Plant List.

## Popis
Vytrvalé byliny nebo polokeře, obvykle chlupaté, s přímými nebo vystoupavými, vzácně též poléhavými lodyhami a krátkým vícehlavým oddenkem. Listy jsou křižmostojné, řapíkaté, celistvé, na okajích zubaté. Oboupohlavné květy jsou uspořádány v listeny podepřených řídkých či hustých lichopřeslenech, které dále skládají větvenou latu. Jednotlivé květy vyrůstají z úžlabí čárkovitých, někdy špičatě pichlavých listenců. Kalich je pravidelný, zvonkovitý nebo široce nálevkovitý, s pěti cípy, koruna dvoupyská, fialová nebo bílá. Tyčinky za zralosti z koruny vyčnívají. Květy jsou opylovány hmyzem, plody jsou obvejcovité až eliptické tvrdky.

## Ekologie a rozšíření
Areál rozšíření rodu sahá od ostrovů Makaronésie přes Středomoří po Kavkaz, Arabský poloostrov a Írán, nejvíce druhů roste v Malé Asii. Největší areál má měrnice černá, která roste ve většině Evropy včetně Britských ostrovů a jižní Skandinávie; rozšířena byla i do Jižní Ameriky nebo na Nový Zéland. Obvykle vyrůstají na suchých travnatých a křovinatých pláních, na svazích s nezapojenou vegetací, na mezích podél cest, v lemech křovin, také na narušených a ruderálních stanovištích (skládky, neudržované zahrady, zbořeniště) a v okolí lidských sídel, obvykle na místech s vyšším obsahem dusíku.

## Galerie

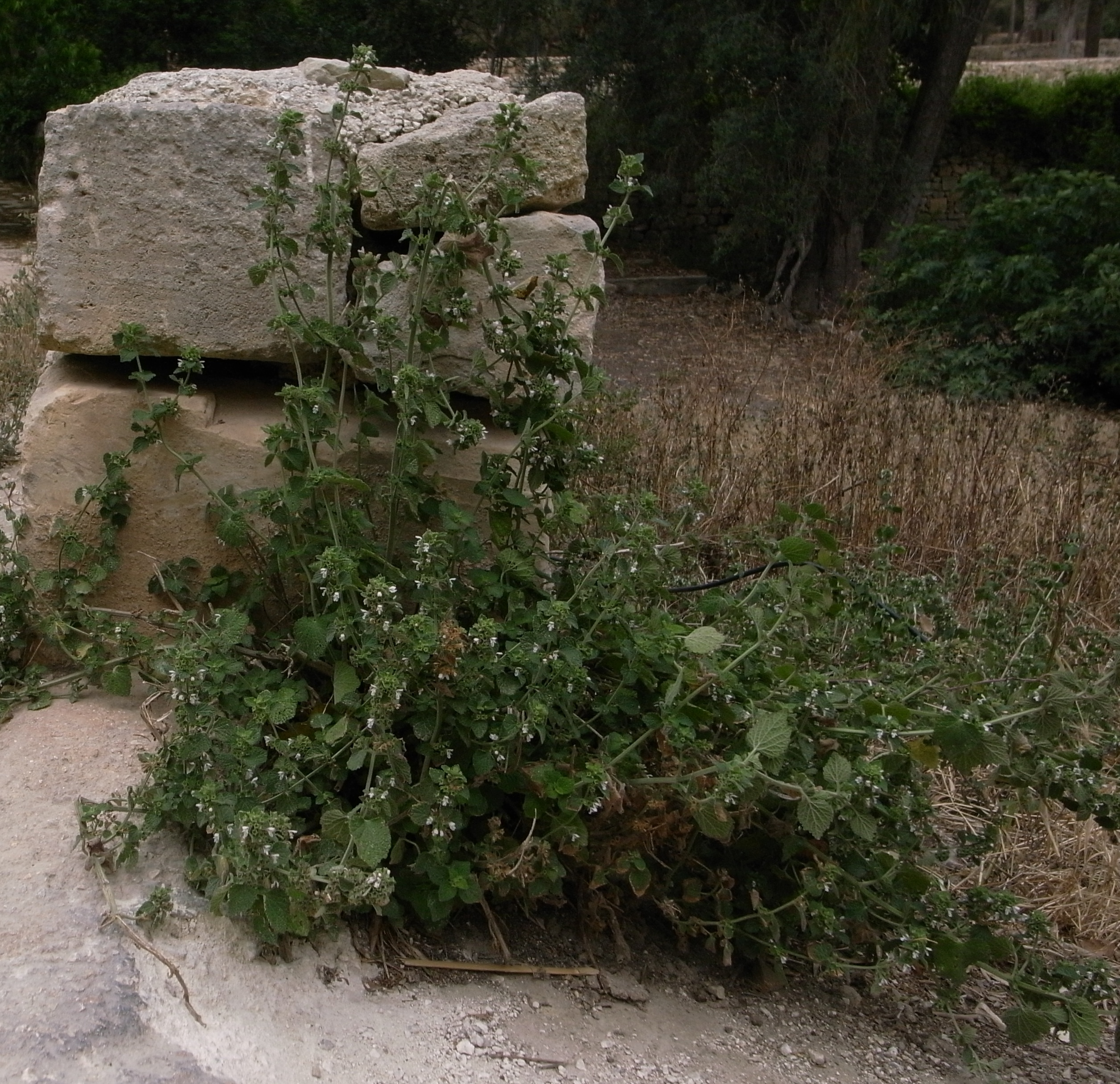
Měrnice černá (Ballota nigra) na antropogenním stanovišti ve Středomoří
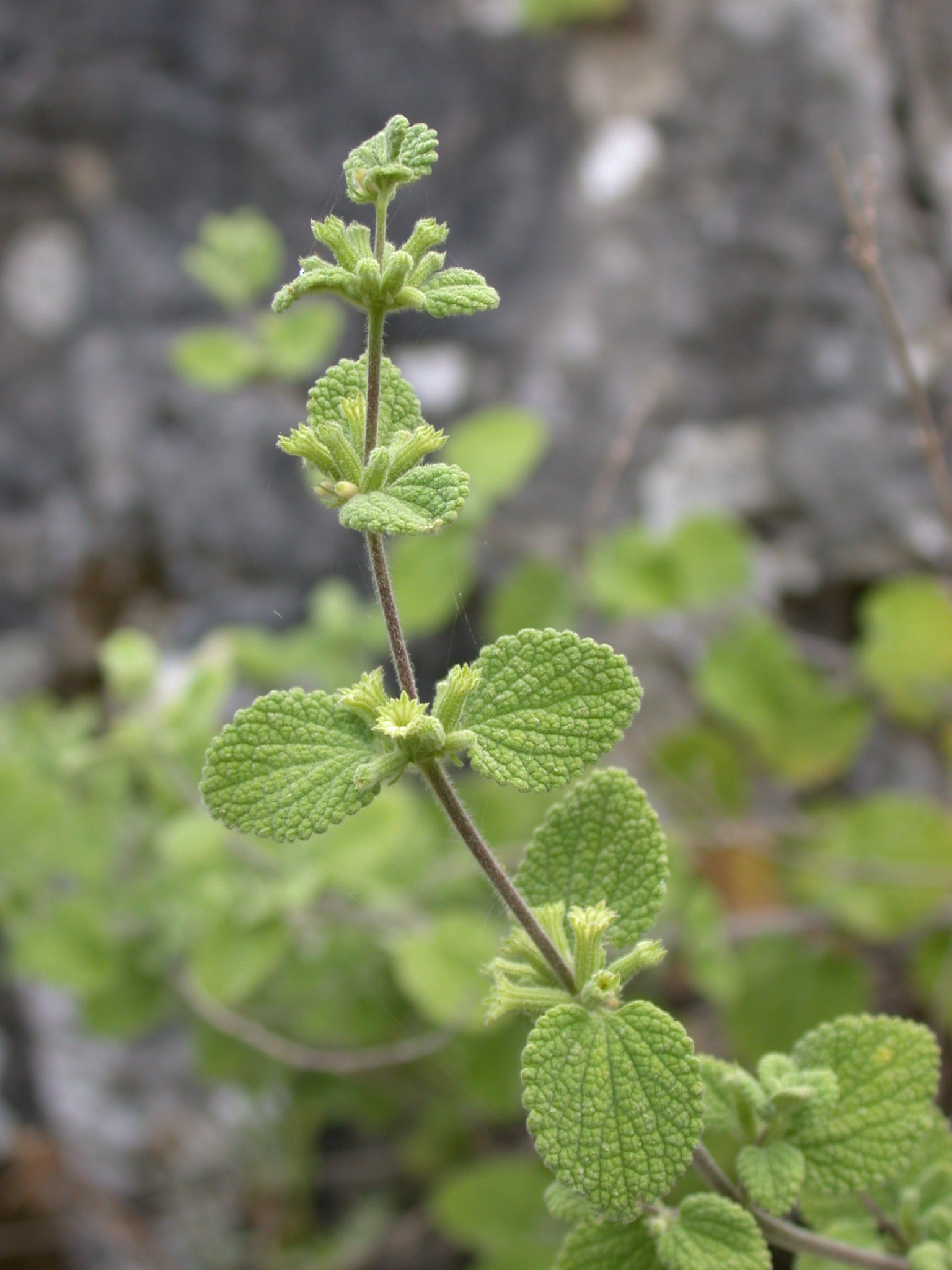
Ballota saxatilis – druh z Blízkého východu a Arábie
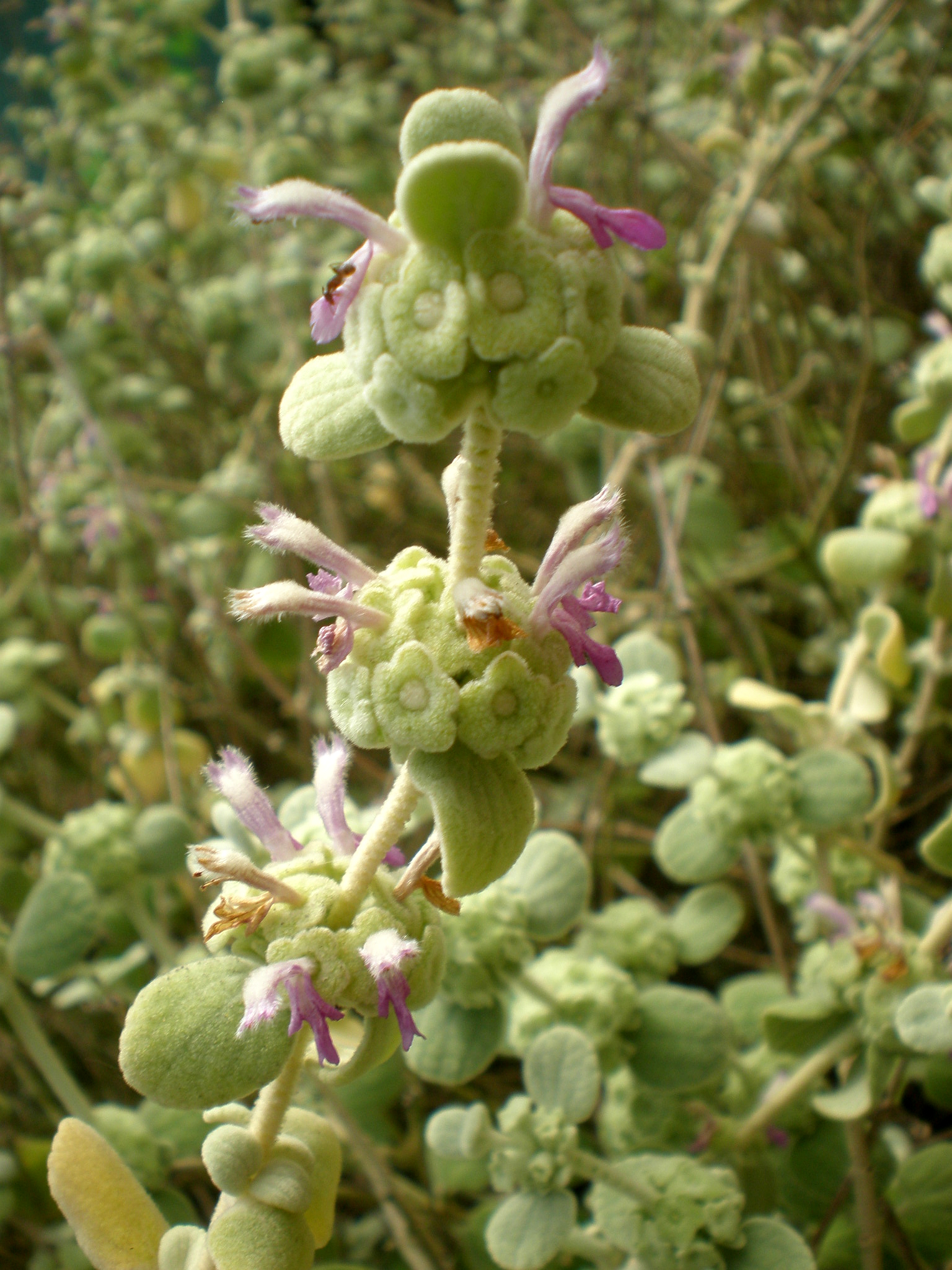
Ballota pseudodictamnus – druh východního Mediteránu
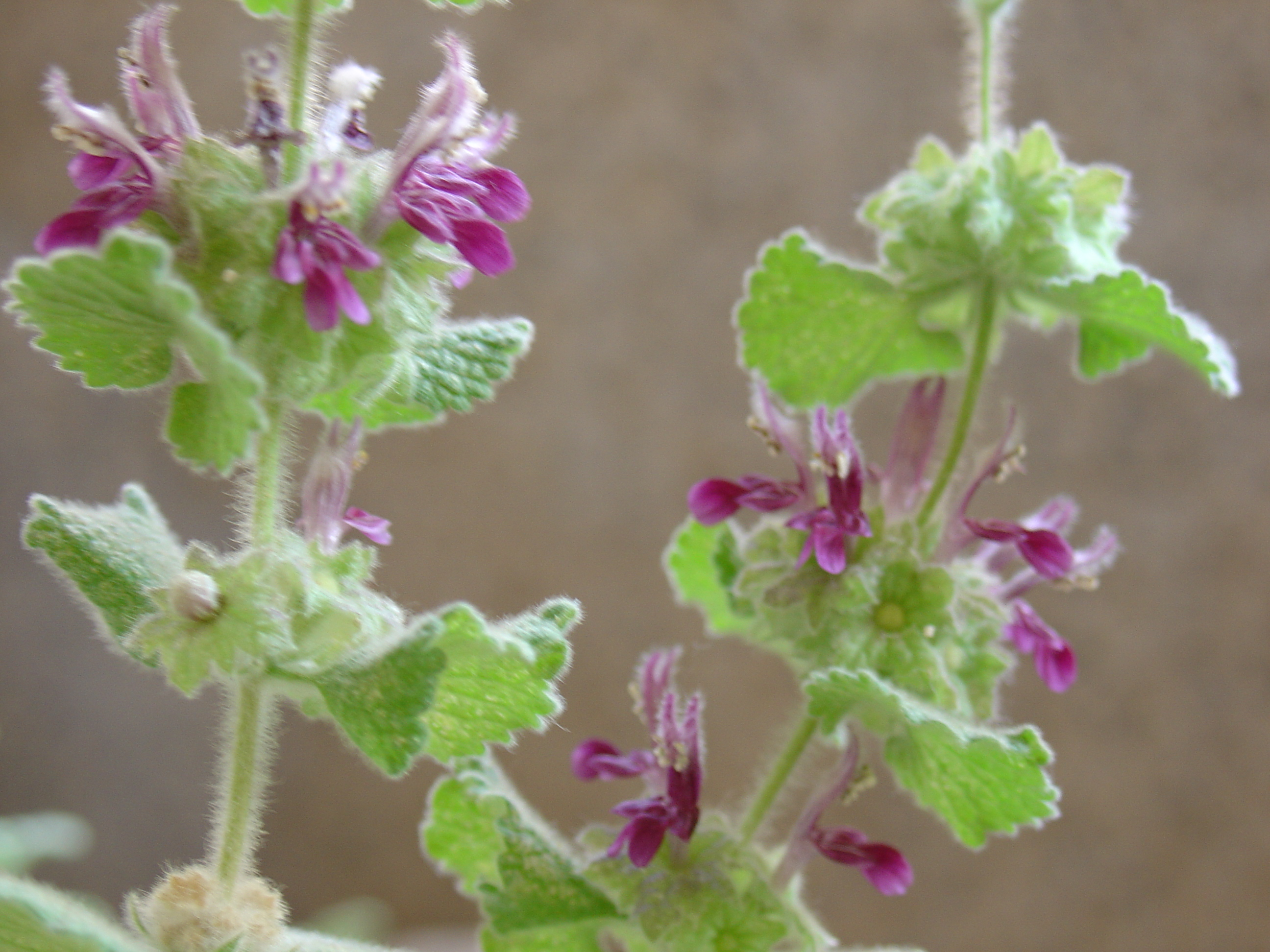
Květy druhu Ballota hirsuta (západní Středomoří a Sahara, aktuálně řazen do rodu Pseudodictamnus)
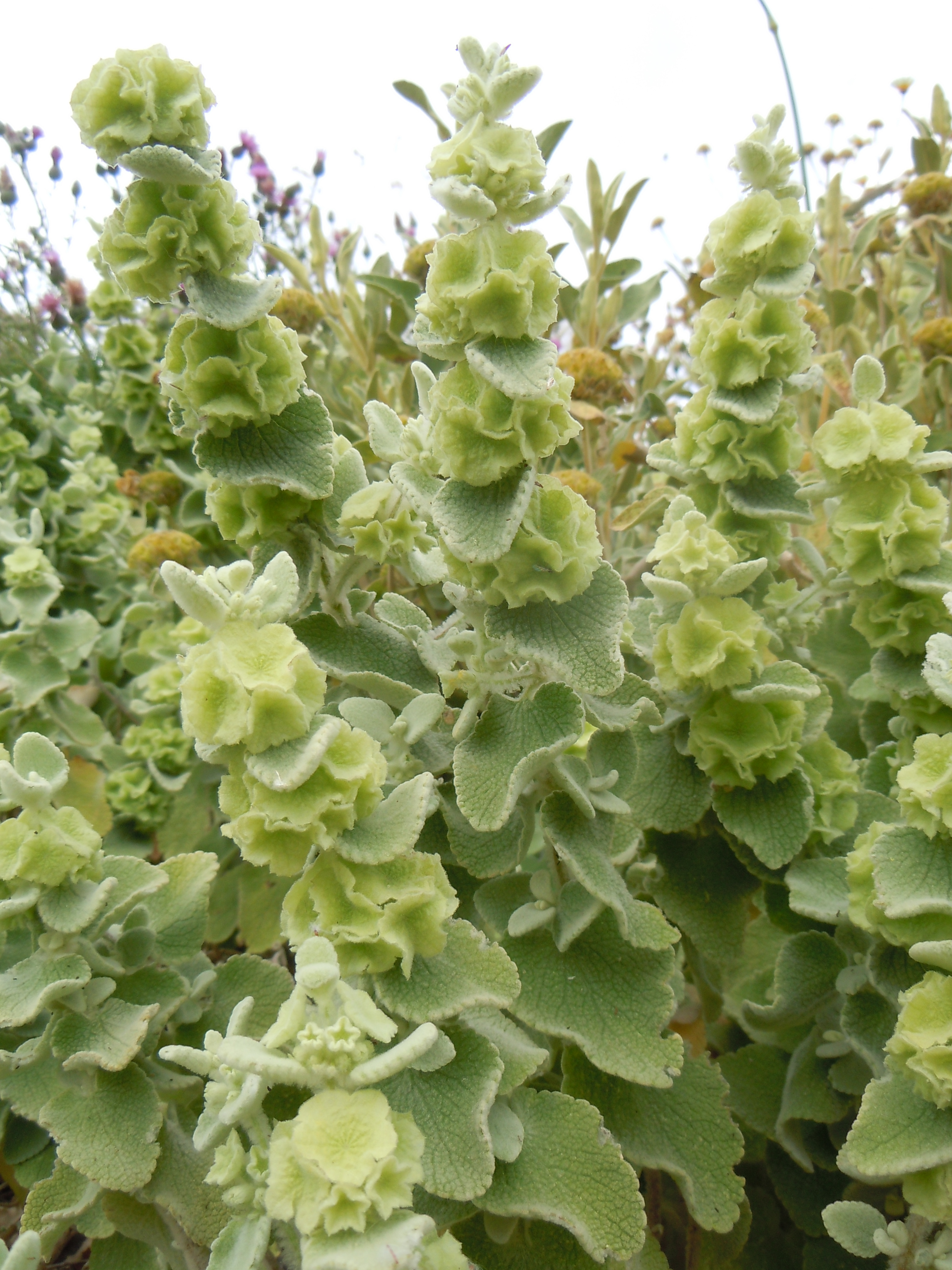
Ballota acetabulosa (východní Středomoří, aktuálně řazen do rodu Pseudodictamnus)